# شارابها
شارابها (بالإنجليزية: Sharabha)‏، و(بالسنسكريتية: शरभ)‏، هو وحش متكون من نصف أسد ونصف طير في الأساطير الهندوسية، والذي يوصف بأنه ذو ثمانية أرجل وأقوى من الأسد أو الفيل، ويمتلك القدرة على اجتياز الوادي بوثبة واحدة. في الأدب اللاحق، يوصف شارابها بأنه غزال ذو ثمانية أرجل. في الأدب البوراني، يرتبط بالإله شيفا، الذي يتجسد لإخضاع المظاهر الشرسة لفيشنو.